# Calaári

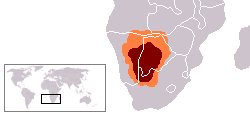
Localização do deserto (mais escuro) e bacia do Calaári (mais claro).

O Calaári, também grafado como Kalahari e Calaari, é um deserto localizado na África Austral, com cerca de 900.000 km² abrangendo partes do Botsuana, Namíbia e África do Sul. O deserto é uma grande depressão para onde flui a bacia do Calaári.
O nome Calaári (Kgalagadi), um termo da língua tsuana, significa "o lugar da grande sede" (kgala - grande sede; gadi - lugar).

## Clima
A formação do deserto é devida, principalmente, a corrente marítima fria de Benguela, que atua na costa sudoeste da África, condensando o vapor de água que vai em direção ao continente, fazendo com que as massas de ar cheguem mais secas ao mesmo. O Calaári possui vasta área coberta por areia avermelhada sem afloramento de água em caráter permanente. Porém Calaári não é um deserto verdadeiro. Partes dele recebem mais de 250 mm de chuva mal distribuída anualmente e possuem bastante vegetação. É realmente árido somente no sudoeste (menos de 175 mm de chuva ao ano), fazendo do Calaári um deserto de fósseis. As temperaturas no verão do Calaári vão de 20 a 40°C. No inverno, o Calaári tem um clima seco e frio com geada à noite. As baixas temperaturas do inverno podem ficar abaixo de 0°C.
O clima no verão em algumas regiões do Calaári pode alcançar 50°C (por isso algumas tribos sãs e cóis se recolhem nos momentos mais quentes do dia).

## Fauna e flora
A flora do Calaári apresenta árvores dispersas, como palmeiras e baobás, entre muitas formações arbustivas, matagais xerófitos e herbáceos próprias da savana. Embora pouco desenvolvida em toda a extensão do território, a flora é mais densa no norte. Já no centro, no sul e, principalmente, no sudoeste há uma vasta área coberta por areia avermelhada sem afloramento de água em caráter permanente.
A fauna é constituída principalmente por suricatas e hienas.

## Minerais do Calaári
Há grandes reservas de carvão mineral, cobre, níquel e urânio na região.

## Imagens do Calaári

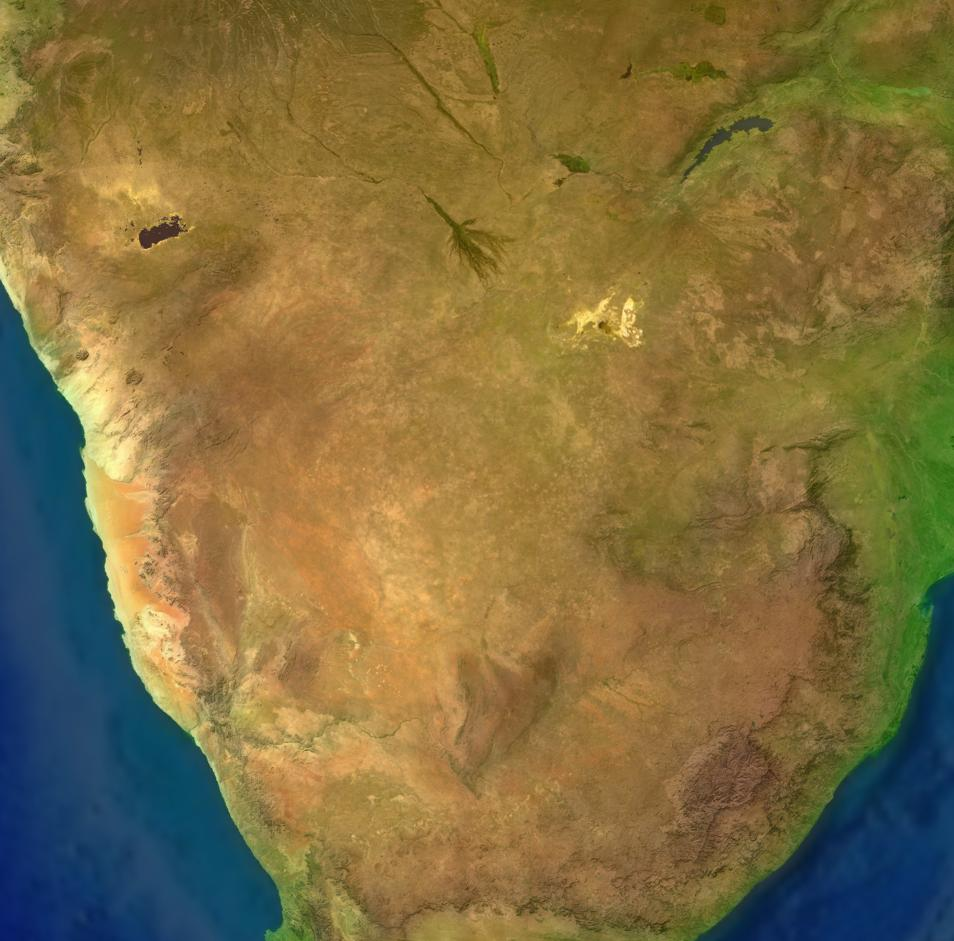
Visto do espaço
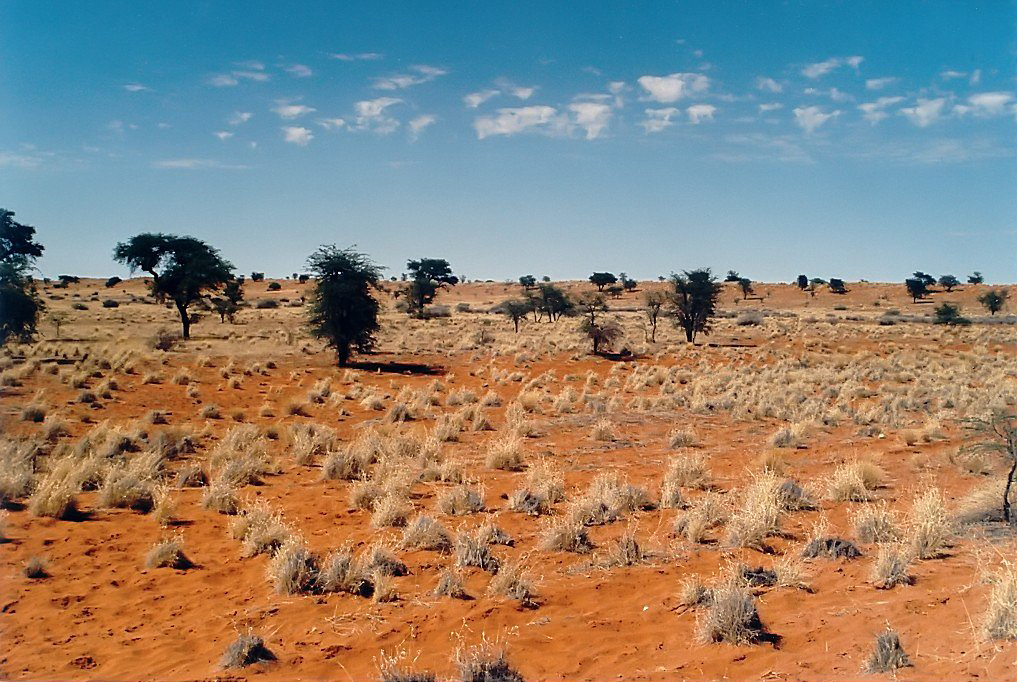
Deserto do Calaári na Namíbia
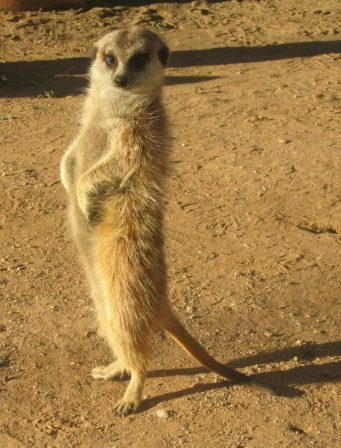
Um suricata, espécie comum no Calaári